# Akça
Akça ist ein türkischer männlicher und weiblicher Vorname sowie Familienname. Der Name leitet sich vom türkischen Wort ak (weiß) ab und variiert in seiner Bedeutung von „weißlich“ bis „rein“. Von Akça leitet sich auch die osmanische Münze Akçe (Weißling) ab.

## Namensträger

### Familienname
- Kaan Akca (* 1994), türkischer Fußballspieler
- Münir Akça (1951–2016), türkischer Schauspieler
- Murat Akça (* 1990), türkischer Fußballspieler
- Tuncay Akça (1963–2024), türkischer Schauspieler

## Sonstiges
- Akça (Insel), türkische Insel in der Ägäis nahe Izmir